# 萨珊王朝海军
萨珊海军是萨珊帝国建立以来活跃的海军力量。它主要活动在波斯湾、阿拉伯海、红海，并短暂在地中海开展军事行动。

## 文献来源
人们对萨珊王朝海军知之甚少，它从未真正成为一支主要力量。 有关萨珊王朝海军的信息大多来自东方来源，即阿拉伯、波斯、中国和亚美尼亚作家的文献。罗马/拜占庭文献中的信息很少，且几乎没有图像信息。 

## 组织和地位
萨珊王朝海军自开国君主阿尔达希尔一世时期就建立了。 
萨珊王朝海军的主要作用是保护萨珊王朝的经济利益，而不是军事远征，因为波斯湾沿岸已经处于萨珊王朝或其附庸的统治之下。  VA·德米特里耶夫（V. A. Dmitriev）认为，海军的作用是增强帝国在印度洋北部的军事、政治和商业影响力。海军主要活跃在波斯湾、红海和阿拉伯海。由于地缘政治利益的考虑，萨珊王朝并不重视海军的发展，而且萨珊王朝的军队深受安息帝国陆基军事的影响，而且与阿契美尼德王朝不同，萨珊王朝未能夺取阿契美尼德王朝控制过的东地中海港口。 
据称，海军指挥官的头衔是“Navbed<i id="mwJg">”</i> 。

## 船只
萨珊王朝军队使用的船只专门是用来运输陆军的运输船，也可能还有用来运输骑兵的商船。单桅的阿拉伯帆船型船只用于印度洋，而拜占庭风格的快速大帆船（dromon）和chelandion则用于地中海，但仅用于运输部队。 
波斯人能够建造适合长途航行的大型船舶，最远可达印度洋北部的边缘海和太平洋西部。 

## 历史
萨珊王朝海军有两个不同的作战区域：印度洋（对抗阿拉伯人和埃塞俄比亚人）和地中海（对抗拜占庭人）。 
萨珊王朝海军在阿尔达希尔一世征服波斯湾阿拉伯一侧以及沙普尔二世的阿拉伯战役中发挥了重要作用。海军活动的高峰期是霍斯劳一世（ Khosrow I ，531-579 年在位）统治时期，他派出一支由瓦赫雷斯率领的八艘船（ kashtīg ）组成的部队征服也门——每艘船可搭载 100 人， 其中六艘船成功安全抵达也门。   540年代，霍斯劳一世试图通过拉齐卡港口在黑海成立一支舰队，能够直接威胁拜占庭帝国的心脏，但由于在佩特拉的失败而受挫。 在602-628年拜占庭-萨珊战争的高潮期间，萨珊王朝海军尝试在地中海进行海上远征——虽然不是很成功，但他们在622/3年成功占领了罗德岛和爱琴海东部周围的几个岛屿。   由于萨珊王朝过去并没有在地中海拥有舰队，因此有人认为，他们的部队要么通过在新征服的港口（例如亚历山大、安条克和罗德岛）捕获的拜占庭船只运输，要么通过埃及或近东建造的船只运输，其中叙利亚造船厂尤其适合他们。 在那场战争的后期，他们被迫依靠其盟友斯拉夫人的独木舟来运送他们向阿瓦尔可汗许诺的3000名军队穿越博斯普鲁斯海峡。 萨珊王朝海军的弱点被认为是他们在上次战争中未能击败拜占庭人的关键因素。 
穆斯林征服波斯后，萨珊王朝海军加入穆斯林军队，参加了针对拜占庭和其他地方的战争。例如，根据中国《旧唐书》记载，公元758年，阿拉伯人和波斯人联合海军远征时，广州被蹂躏和焚烧